# Beqa
Beqa (IPA: [ˈmbeŋga], Schreibung auch Bega, Mbengga, Mbenga) ist eine Insel des Inselstaates Fidschi der Viti-Levu-Gruppe im südlichen Pazifischen Ozean. Administrativ zählt sie zur Central Division und dort zur Provinz Rewa. Bekannt ist Beqa als Touristenattraktion und durch den Kult des Feuerlaufs.

## Geografie
Beqa ist vulkanischen Ursprungs und unterhalb der Meeresoberfläche durch den „Vatulele-Beqa-Sattel“ (Vatulele-Beqa Ridge) mit dem südwestlichen Vatulele (vulkanisch aktiv) und der Insel Yanuca verbunden. Die Insel liegt 10 Kilometer südlich von Viti Levu; dazwischen verläuft die Beqa Strait.
Die Hauptinsel weist eine Fläche von 36 km² auf und erreicht eine Höhe von bis zu 462 m über dem Meer. Der Ostteil mit dem Berg Vunikaukauloa und dem Ort Soliyanga (auch Suliyanga) ist durch die Malumu-Bucht (Malumu Bay) getrennt und im südöstlichen Bereich durch einen schmalen Isthmus verbunden. Höchster Berg ist der Korolevu mit einer Höhe von 462 Metern. Gemeinsam mit anderen bewohnten Inseln, darunter Ugaga (Unggangga, auch Steward-Insel), umgibt Beqa ein Barriereriff. Die Lagune misst rund 390 km², die Meerestiefe vor dem Riff liegt bei 2000 Metern.
Das Klima der Insel ist tropisch-feucht mit Temperaturen von 16 bis 32 °C. In den niederschlagsreicheren Sommermonaten (November–April) treten Wirbelstürme auf. Wegen seismischer Aktivitäten besteht die Gefahr von Tsunamis. Die Flutwelle des Erdbebens von Suva (1953) erreichte auf Beqa eine Höhe von 1,4 Metern.

## Bevölkerung
Als Stammesdistrikt (Tikina) gehört Beqa zum Stamm der Rewa in der gleichnamigen Provinz beheimatet. Die Bevölkerung Beqas teilt sich in die Unterstämme (Yavusa) der Sawau (mit Hauptort Dakuibeqa sowie den Dörfern Dakuni, Soliyaga, Naceva und Rukua, zugehörig sind drei vom Stamm adoptierte Dörfer) und in den der Raviravi (Dörfer Raviravi, Nawaisomo und Lalati). Die Titel der Oberhäupter lauten Nacurumoce na Turaga na Tui Sawau und Turaga na Tui Raviravi. Das Oberhaupt des Stammes, der Tui Sawau, residiert in Suva. Amtssprache ist Fidschianisch, das zu den austronesischen malayo-polynesischen Sprachen zählt. Das Beqaische wird zu den östlichen Dialekten des Fidschianischen gerechnet.

## Geschichte, Kultur
Jüngere Funde aus der Lapita-Kultur (Scherben und Obsidian mit Herkunft Bismarckarchipel), die in der Kulu Bay im Süden Beqas und auf Ugaga gemacht wurden, lassen Rückschlüsse auf eine erste Besiedelung vor rund 3.000 Jahren zu.
Die neuere Besiedlungsgeschichte, als vom Stamm der Rewa ausgehend, wird in der oralen Tradition überliefert (Schreibung in Bau-Sprache):

“A neitou Vu ko Tabakanalagi, a watina ko Likuvono. Era lako mai Rewa na neitou qase, ka ra mai biu tū e sō mai Beqa, e dua na kena iwasewase era lako ki Kadavu, ka ra sa tiko mai Tavuki e na gauna oqō.”

„Unsere Herkunft stammt von Tabakanalagi ab, seine Frau ist Likuvono. Unsere Vorfahren kamen von Rewa, und sie ließen einige auf Beqa zurück, ein Teil ging nach Kadavu, und sie blieben in Tavuki zu der Zeit.“

Die Erstsichtung wird Kapitän Christopher Bentley 1799 mit dem amerikanischen Schiff Ann and Hope auf der Rückfahrt von Australien zugeschrieben, der auch Kadavu sichtete.
Dumont d’Urville ließ auf seiner zweiten Pazifikreise 1838 durch Vincendon Dumoulin eine hydrographische Karte anfertigen, dieser verlegte jedoch fälschlicherweise Beqa an die Stelle der Insel Ono-i-Kadavu weiter südlich. Dies wurde durch erneute Messungen der Viti-Levu-Passage durch die HMS Alacrity korrigiert, die zuerst 1878 unter der Kartennummer 167 veröffentlicht wurde. Eine erste verlässliche Erwähnung Beqas in schriftlichen Quellen findet sich im Bericht der von Charles Wilkes geleiteten United States Exploring Expedition:

“The island of Mbenga, five miles south of Viti-levui, is five miles long and three wide; the land rises boldly on all sides towards the interior, terminating in two prominent basaltic peaks thirteen hundred feet above the sea level.”

„Die Insel Mbenga, fünf Meilen im Süden von Viti-levui gelegen, ist fünf Meilen lang und drei [Meilen] breit; das Land erhebt sich von allen Seiten her kühn dem Inneren entgegen und gipfelt in zwei weithin sichtbaren, basaltischen Spitzen, eintausenddreihundert Fuß über dem Meer.“

“Mbenga is nearly divided in two by the harbor of Sawau, which faces to the north, and is about two miles deep. The entrance is narrow, being only a quarter of a mile from headland to headland, but it immediately opens out to a mile in width, and contains from four to ten fathoms of water. There are several small villages lying around the harbor, each imbosomed in its pleasant grove of tropical fruit-trees.”

„Durch den Hafen von Sawau, der zum Norden hin liegt und ungefähr zwei Meilen tief ist, wird Mbenga beinahe in zwei Hälften geteilt. Der Eingang ist schmal, von Landspitze zu Landspitze nur eine Viertelmeile, weitet sich aber sogleich zu einer Breite von einer Meile, mit Tiefen von vier bis zehn Faden Wasser. Mehrere kleine Dörfer sind um den Hafen gelegen, ein jedes umsäumt von einem eigenen, gefälligen Hain mit Tropenfruchtbäumen.“

Beqa gehört heute noch zum Einflussbereich der Wesleyanische Methodisten, die sich unter dem Missionar John Hunt (1812–1848) auf Suva ausbreiteten. Hunt berichtete von 14 Dörfern auf Beqa in einer seiner Notizen. Die Zeit der britischen Kronkolonie Fidschi scheint wenig Berichte über Beqa hinterlassen zu haben. Vor dem Besuch der Inselgruppe durch Charles Wilkes wird von einer Strafexpedition des damaligen Herrschers der Rewa berichtet, da die Beqa-Leute gestrandete Rewaer, nach üblichem Gebrauch, kannibalistisch verspeisten. Kannibalistische Auswüchse, wie auf dem Festland, sind nicht bekannt. Beqa wurde sodann Teil der Landentschädigung, die Ratu Seru Epenisa Cakobau (Thakombau) wegen eines Verbrechens an der Besatzung eines amerikanischen Schiffes leisten musste, das Oberhaupt der Beqa wandte sich brieflich dagegen, weil sie von neuen Eigentümern nichts wüssten, und bat um Unterstützung durch den tongaischen Adligen Enele Ma’afu, der zu der Zeit ein eigenes Reich in Fidschi aufgebaut hatte und auch gegen Rewa kriegerisch eingestellt war. Die Nähe zu Suva machte Beqa nie zu einer Versorgungsinsel für Proviant, Wasser oder Kohle, dies blieb dem weiter südlich gelegenen Kadavu mit dem Galoa Habour vorbehalten.
Der deutsche Kaufmann und Naturforscher Theodor Kleinschmidt berichtete von einer seiner Sammlungsreisen für das Museum Godeffroy nur von einem kurzen Zwischenaufenthalt auf der innerhalb der Lagune gelegenen kleinen Insel Yanuca und konnte dort 1876 mehrere große Wale innerhalb des Beqa-Riffs beobachten. Basil Thompson berichtete 1892 von einem Gewährsmann der Insel Beqa zum Kaunitoni-Mythos, der in der Folge Kontroversen auslöste und sich als neuzeitliche Schöpfung herausstellte.
Eine Bedeutung für Fidschi erlangte Beqa im Jahr 1900, als im Süden der Insel eine Lepra-Quarantänestation für Gesamtfidschi, das zu der Zeit rund 1000 Leprakranke zählte, errichtet wurde, die erst 1915 aufgelöst wurde.
Archäologische Forschungen begannen ab 1945, in den Jahren 1986 bis 1987 fand eine längere Exkursion statt, über die Andrew Crosby berichtete. Er fand auf Beqa Überreste von 40 Befestigungsanlagen unterschiedlichen Typs, darunter 14 Kreisgrabenbefestigungen in Küstennähe und 26 auf den oberen Hügelpunkten im Landesinneren.

### Feuerlauf

Feuerläufer aus Beqa während der New Zealand International Exhibition of Arts and Industries in Christchurch, Dezember 1906, der ersten Auslandsvorführung

Die Na Vilavilairevo-Zeremonie: Das Ende des 19. Jahrhunderts markiert die Zeit, in der Beqa auch in das Interesse der Anthropologen und der fidschianischen Verwaltung gelangte, insbesondere durch das Feuerlaufen, das nur auf Beqa von Angehörigen eines bestimmten Stammes, den Sawau, durchgeführt wird. So traten bereits 26 Feuerläufer auf der New Zealand International Exhibition of Arts and Industries im neuseeländischen Christchurch 1906–1907 in einem "Fiji Camp" auf. Die Herkunft des Feuerlaufs wurde Gegenstand verschiedener, vergleichender Untersuchungen. Feuerpriester leiten dieses Ritual, an dem teilzunehmen Auszeichnung und Bewährungsprobe für die Auserwählten ist. Die letzte Feldforschung zu den Feuerläufern fand 2007 durch Guido Carlo Pigliasco statt, der seine Ergebnisse unter dem Titel The Custodians of the Gift: Intangible Cultural Property and Commodification of the Fijian Firewalking Ceremony veröffentlichte.

## Wirtschaft, Infrastruktur
Beqas Haupteinnahmequelle ist heute der Fremdenverkehr. Bekannte Hotelanlagen sind die Resorts Lawaki Beach House, Beqa Lagoon Resort, Kulu Bay Resort, Lalati Resort sowie das auf Ugaga gelegene Royal Davui Resort. Das "Shark Reef Marine Preserve" und mehrere Unterwassergärten, z. B. in der Beqa-Lagune, zeichnen sich durch hohe Haifischbestände aus und ziehen Tauchtouristen an. Die Bedeutung der Landwirtschaft ist vernachlässigbar, da sie weitgehend auf Subsistenzwirtschaft beruht. Die geographischen Grundlagen der Insel ergaben keine nennenswerten Möglichkeiten für Baumwoll-, Zucker- oder Kokosnussplantagen, wie sie in anderen Teilen Fidschis üblich waren, auch ein Landestrip für Flugverkehr war nicht möglich. Ein fest ausgebautes Straßennetz fehlt bis heute, so dass der Dorf-zu-Dorf-Verkehr im Allgemeinen über Bootsverkehr erfolgt. Der nächstgelegene Hafen auf dem Festland ist Navua im Süden Viti Levus.
Bedingt durch die für die Bevölkerung unbezahlbar hohen Preise für den Betrieb bisheriger Dieselmotoren, begannen seit 2007 Planungen für die Energieversorgung, wobei man sich statt eines Seekabels von Viti Levu aus für die Lösung mit Sonnenenergie entschied. 2012 wurden die ersten Anlagen mit Hilfe von Pioniereinheiten der Republic of Fiji Military Forces (RFMF) im Dorf Rukua installiert.